# گاوتاب
گاوتاب یکی از فنون کشتی آزاد است. برای اجرای این فن که به صورت ایستاده اجرا می شود، کشتی گیر بایستی کله حریف را زیر کتف خود ببرد و از دستش برای گرفتن کتف دیگر حریف استفاده کند. در این حالت که حریف قفل شده و نمی تواند تکان بخورد، کشتی گیر فرصت تاباندن او و بر هم زدن تعادل حریف را دارد.